# Liolaemus lineomaculatus
Liolaemus lineomaculatus är en ödleart som beskrevs av  George Albert Boulenger 1885. Liolaemus lineomaculatus ingår i släktet Liolaemus och familjen Tropiduridae. Inga underarter finns listade i Catalogue of Life.